# Sonia Guillén
Sonia Guillén, née le 13 mars 1953 à Huánuco au Pérou, est une archéologue et anthropologue péruvienne. 
Elle s'intéresse particulièrement à la civilisation inca et à ses momies. Présidente du Centro Mallqui, fondatrice et directrice de musées, elle est ministre de la Culture du Pérou en 2019-2020. Elle est élue associée étrangère de l'Académie nationale des sciences.

## Jeunesse et formation
Sonia Elizabeth Guillén effectue ses études au lycée Callao et a obtient son diplôme en 1969. Elle fréquente l'université nationale de San Marcos, où elle étudie l'archéologie Sonia Guillén est boursière du programme Fulbright. Elle se rend aux États-Unis pour étudier l'anthropologie à l'université du Michigan, où elle obtient son doctorat en 1992. Pendant son séjour au Michigan, elle suit également un cours d'ostéologie dispensé par Jane E. Buikstra à l'université Northwestern. Elle travaille ensuite aux côtés de Lawrence Angel, Douglas H. Ubelaker et Thomas Dale Stewart à la Smithsonian Institution. Elle devient professeur à l'université pontificale catholique du Pérou.

## Recherche et carrière
Sonia Guillén est l'une des principaux experts péruviens dans le domaine des momies. Elle est directrice de la Fondation de bioanthropologie du Pérou, le Centro Mallqui. Elle effectue des recherches sur le site d'Illo dans le sud du Pérou, là où elle a installé le Centro Mallqui. Elle découvre en 1997 des centaines de momies dans un ancien mausolée à Ilo,,. Ce mausolée est situé dans une falaise à environ 90 mètres au-dessus d'un lac. Sonia Guillén décrit cette découverte comme l'une des plus significatives de l'Empire Inca. Elle craint que les Huercos n'aient pillé les anciennes tombes et les villes. Sonia Guillén et ses collaborateurs sont les premiers à démontrer que les Incas préservaient leurs momies royales. On pense que les momies Inca constituaient une partie importante de la vie ancienne et qu'elles étaient même présentes lors des réunions. Sonia Guillén est responsable des objets précieux du site, notamment des cordelettes nouées bien conservées connues sous le nom de quipus. Elle étudie les momies dans des laboratoires spécialisés et climatisés, en agissant rapidement pour éviter leur dégradation.
Elle découvre aussi les momies de chien chiribaya, qui est la deuxième race de chien à exister au Pérou à l'époque précolombienne. De 1999 à 2000, Sonia Guillén identifie deux crânes momifiés de chien Chiribaya. Elle participe également à la découverte de la momie somptueuse de la « Dame de Cao ». Elle est préoccupée par le fait que la momie soit exposée à la National Geographic Society. Elle découvre que la Dame de Cao souffrait probablement d'éclampsie. Utilisant la microscopie électronique, elle identifie des cristaux de sel, ce qui montre que la Dame de Cao avait été lavée à l'eau de mer. Elle découvre plus de 82 tombes de chiens dans des cimetières d'animaux datant de l'époque précolombienne. Elle étudie les lieux de sépulture des chiens nus du Pérou.
En muséographie, elle participe à la création des musées Ciribaya et Leymebamba,. Elle est nommée directrice générale des musées et vice-ministre de la Culture. En 2007, elle crée un programme universitaire de maîtrise en anthropologie médico-légale. Elle admet des étudiants du Washtenaw Community College. 
Elle est nommée en 2018 directrice du Musée national d'archéologie, d'anthropologie et d'histoire du Pérou,.
Sonia Guillén est nommée ministre de la Culture début décembre 2019. Elle en démissionne le 29 mai 2020, à la suite d'une controverse sur un contrat avec un chanteur.

### Récompenses et honneurs
Sonia Guillen est élue en 2012 associée étrangère de l'Académie nationale des sciences des États-Unis.